# جون كولينز (لاعب كريكت)
جون كولينز (7 يوليو 1868 في نيوزيلندا - 16 يوليو 1943 في نيوزيلندا) (بالإنجليزية: John Collins)‏ هو لاعب كريكت نيوزلندي. لعب مع Nelson cricket team ‏ وWellington cricket team ‏.

## وصلات خارجية
- جون كولينز على موقع إي آس بي آن كريك إنفو (الإنجليزية)